# Bintanding Jarju
Bintanding Jarju (* 10. April 1957) ist Politikerin im westafrikanischen Staat Gambia.

## Leben
Nach ihrer Schulbildung ab 1965 besuchte sie ab 1977 für ein Jahr das Rural Development Institute in Mansa Konko. Anschließend ab 1981 bis 1982 war sie in Kamerun auf den Pan African Institute for Development und ab Abschluss erwarb sie ein Diplom in Entwicklung des ländlichen Raums (englisch Diploma in Rural Development).
Angestellt war sie in der Behörde für gesellschaftliche Entwicklung (englisch Department of Community Development). Ab 2001 war sie im Parlament tätig.
| Parlamentswahl | Stimmen    | Stimmanteil |
| -------------- | ---------- | ----------- |
| 2002           | einstimmig | gewählt     |
| 2007           | einstimmig | gewählt     |

Bei den Parlamentswahlen 2002 trat Jarju als Kandidatin der Alliance for Patriotic Reorientation and Construction (APRC) im Wahlkreis Foni Berefet zur Wahl an und konnte den Wahlkreis, mangels Gegenkandidaten, erfolgreich für sich gewinnen. Bei den folgenden Wahlen 2007 blieb Jawla ohne Gegenkandidaten und vertrat den Wahlkreis weiterhin im Parlament. Ab 2004 war sie gleichzeitig Abgeordneter (2004–2009 und 2009–2014) des Panafrikanischen Parlaments der Afrikanischen Union nominiert. Dort war sie im Komitee für Gleichstellungsfragen tätig.

## Auszeichnungen und Ehrungen
- 2016 – July 22nd Revolution Award[4]